# Иланский район
Ила́нский райо́н — муниципальный район в восточной части Красноярского края Российской Федерации.
Административный центр — город Иланский.

## География
Расположен в восточной части Красноярского края, площадь района — 3780 км².
Сопредельные территории:
- север: Абанский район
- восток: Нижнеингашский район
- юго-восток: Иркутская область
- юг: Ирбейский район
- запад: Канский район

## История
Район образован 1 марта 1933 года.

## Население
| 1939    | 1959    | 1970    | 1979    | 1989    | 1995    |
| ------- | ------- | ------- | ------- | ------- | ------- |
| 49 022  | ↘46 163 | ↘41 700 | ↘34 910 | ↘31 949 | ↘30 700 |
| 2000    | 2001    | 2002    | 2003    | 2004    | 2005    |
| ↘28 900 | ↘28 500 | ↘28 139 | ↘27 600 | ↘27 100 | ↘26 700 |
| 2007    | 2009    | 2010    | 2011    | 2012    | 2013    |
| ↘26 540 | ↘26 278 | ↘25 899 | ↘25 789 | ↘25 562 | ↘25 204 |
| 2014    | 2015    | 2016    | 2017    | 2018    | 2019    |
| ↘24 866 | ↘24 506 | ↘24 148 | ↘23 971 | ↘23 806 | ↘23 504 |

### Урбанизация
В городских условиях (город Иланский) проживают 67,84 % населения района.

## Муниципальное-территориальное устройство
В Иланском районе 40 населённых пунктов в составе 1 городского и 9 сельских поселений:
| №  | Городское и сельские поселения     | Административный центр  | Количество населённых пунктов | Население | Площадь, км2 |
| -- | ---------------------------------- | ----------------------- | ----------------------------- | --------- | ------------ |
| 1  | Городское поселение город Иланский | город Иланский          | 2                             | ↗15 945   | 52,28        |
| 2  | Далайский сельсовет                | село Далай              | 5                             | ↗799      | 304,84       |
| 3  | Ельниковский сельсовет             | посёлок Ельники         | 4                             | ↘1260     | 767,46       |
| 4  | Карапсельский сельсовет            | село Карапсель          | 5                             | ↘1635     | 333,60       |
| 5  | Кучердаевский сельсовет            | село Кучердаевка        | 2                             | ↗254      | 485,33       |
| 6  | Новогородский сельсовет            | село Новогородка        | 4                             | ↗1017     | 261,93       |
| 7  | Новониколаевский сельсовет         | село Новониколаевка     | 5                             | ↘1638     | 472,52       |
| 8  | Новопокровский сельсовет           | село Новопокровка       | 4                             | ↘702      | 238,87       |
| 9  | Соколовский сельсовет              | село Соколовка          | 4                             | ↗579      | 218,49       |
| 10 | Южно-Александровский сельсовет     | село Южно-Александровка | 5                             | ↘1074     | 615,03       |

| №  | Населённый пункт   | Тип     | Население | Муниципальное образование          |
| -- | ------------------ | ------- | --------- | ---------------------------------- |
| 1  | Абакумовка         | деревня | ↘6        | Новониколаевский сельсовет         |
| 2  | Агул               | посёлок | 90        | Новониколаевский сельсовет         |
| 3  | Алгасы             | деревня | →0        | Городское поселение город Иланский |
| 4  | Береж              | посёлок | 1         | Новониколаевский сельсовет         |
| 5  | Богдановка         | деревня | 112       | Соколовский сельсовет              |
| 6  | Верх-Атины         | деревня | ↘65       | Южно-Александровский сельсовет     |
| 7  | Гавриловка         | деревня | 91        | Южно-Александровский сельсовет     |
| 8  | Гремучая Падь      | деревня | 53        | Соколовский сельсовет              |
| 9  | Далай              | село    | 476       | Далайский сельсовет                |
| 10 | Далай-Отрез        | деревня | 88        | Далайский сельсовет                |
| 11 | Ельники            | посёлок | 434       | Ельниковский сельсовет             |
| 12 | Иланский           | город   | ↗15 945   | Городское поселение город Иланский |
| 13 | Карапсель          | село    | 874       | Карапсельский сельсовет            |
| 14 | Коха               | деревня | 90        | Новопокровский сельсовет           |
| 15 | Краснинка          | деревня | ↘152      | Новогородский сельсовет            |
| 16 | Красный Хлебороб   | деревня | 264       | Карапсельский сельсовет            |
| 17 | Курыш-Поповичи     | деревня | 78        | Далайский сельсовет                |
| 18 | Кучердаевка        | село    | 301       | Кучердаевский сельсовет            |
| 19 | Лобачевка          | деревня | 20        | Южно-Александровский сельсовет     |
| 20 | Ловать             | деревня | 163       | Карапсельский сельсовет            |
| 21 | Милехино           | деревня | 116       | Карапсельский сельсовет            |
| 22 | Новогеоргиевка     | деревня | ↘135      | Новогородский сельсовет            |
| 23 | Новогородка        | село    | ↘588      | Новогородский сельсовет            |
| 24 | Новониколаевка     | село    | 1471      | Новониколаевский сельсовет         |
| 25 | Новоникольск       | деревня | 94        | Новопокровский сельсовет           |
| 26 | Новопокровка       | село    | 566       | Новопокровский сельсовет           |
| 27 | Новосемёновка      | деревня | 98        | Соколовский сельсовет              |
| 28 | Прокопьевка        | деревня | 169       | Новониколаевский сельсовет         |
| 29 | Росляки            | посёлок | ↗197      | Ельниковский сельсовет             |
| 30 | Соколовка          | село    | 404       | Соколовский сельсовет              |
| 31 | Степаново          | деревня | 342       | Карапсельский сельсовет            |
| 32 | Тамала             | деревня | 20        | Новопокровский сельсовет           |
| 33 | Тарака             | деревня | ↘183      | Новогородский сельсовет            |
| 34 | Тёплые Ключи       | посёлок | 23        | Далайский сельсовет                |
| 35 | Троицк             | деревня | 79        | Южно-Александровский сельсовет     |
| 36 | Тумиха             | посёлок | 4         | Ельниковский сельсовет             |
| 37 | Хайрюзовка         | посёлок | 782       | Ельниковский сельсовет             |
| 38 | Черниговка         | деревня | 161       | Далайский сельсовет                |
| 39 | Шумиха             | деревня | 0         | Кучердаевский сельсовет            |
| 40 | Южно-Александровка | село    | ↘970      | Южно-Александровский сельсовет     |

Упразднённые населённые пункты:
- 2001 год — деревни Анжевка Карапсельского сельсовета, Тёплые Ключи Далайского сельсовета[22]

## Экономика

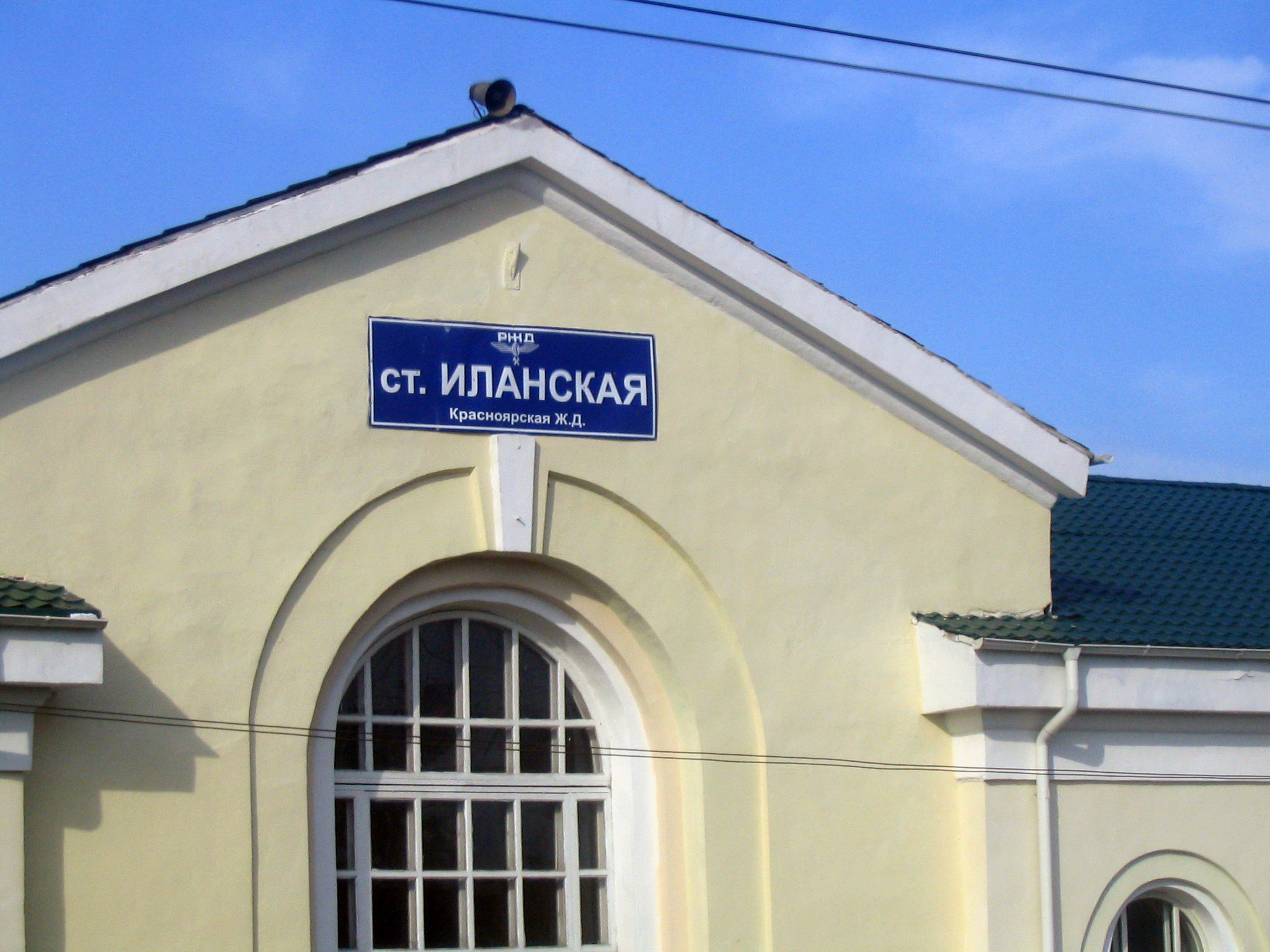
Станция Иланская

Крупнейшие предприятия: Локомотивное депо, Вагонное депо, Лесхоз «Иланский»

## Транспорт
Через территорию района проходят федеральная трасса М53 «Байкал» и Транссибирская магистраль. Станция Иланская — станция на Транссибе между Красноярском и Тайшетом (4376 км от Москвы). При локомотивном депо станции расположен музей, рассказывающий об истории города Иланский.
В южной части района проходит железнодорожная линия Абакан — Тайшет. Расстояние до г. Красноярска по автотрассе — 279 км.

## Образование
В систему образования района входят: 30 общеобразовательных учреждений.

## Здравоохранение
В систему здравоохранения района входят: районная больница, участковая больница, 25 фельдшерско-акушерских пунктов, отделение скорой медицинской помощи.

## Известные люди
- Владимир Иванович Долгих, секретарь ЦК КПСС, дважды Герой Социалистического Труда[23]
- Нина Прокопьевна Силкова, заместитель министра культуры СССР, исполнительным директором правления «Красноярское землячество» в Москве[23]
- Александр Викторович Усс, председатель Законодательного Собрания края, доктор юридических наук, профессор[23]
- Владимир Константинович Шаешников, генерал-лейтенант внутренней службы[23]
- Иван Федорович Халипов — генерал-полковник, член Военного Совета — начальник политического управления Войск ПВО страны[23]
- Павел Федорович Халипов — генерал-лейтенант, заместитель командующего армией[23]
- Иван Павлович Артюхов, ректор Красноярской медицинской академии[23]
- Афанасий Кузьмич Корнеев — Герой Советского Союза[23]
- Владимир Андреевич Шабалин — Герой Советского Союза[23]
- Андрей Степанович Александров — Герой Советского Союза[23]
- Иван Игнатьевич Крюк — Герой Советского Союза[23]
- Андрей Александрович Ваховский — Герой России[23]
- Василий Владимирович Миронов — Герой Социалистического Труда[23]
- Борис Константинович Толасов — Герой Социалистического Труда, заслуженным агрономом РСФСР[23]
- Виктор Петрович Усс — Герой Социалистического Труда, председатель колхоза им. 7 съезда Советов[23]
- Виктор Александрович Хориков, заслуженный тренер РСФСР[23]
- Александр Николаевич Бычков, заслуженный тренер России[23]
- Геннадий Владимирович Ходосевич, заслуженный тренер России[23]
- Валерьян Алексеевич Сергин, народный художник Российской Федерации[23]
- Виктор Лаврентьевич Осипов, заслуженный летчик России[23]